# Красная Дубрава (Иркутская область)
Красная Дубрава — деревня в Тулунском районе Иркутской области России. Входит в состав Котикского муниципального образования. Находится примерно в 19 км к северо-западу от районного центра — города Тулун.

## Население
| 2002 | 2010 | 2011 | 2012 |
| ---- | ---- | ---- | ---- |
| 113  | ↘87  | →87  | ↘84  |

По данным Всероссийской переписи, в 2010 году в деревне проживало 87 человек (39 мужчин и 48 женщин).